# NGC 5717
NGC 5717 é uma galáxia espiral (S) localizada na direcção da constelação de Boötes. Possui uma declinação de +46° 39' 49" e uma ascensão recta de 14 horas, 38 minutos e 37,6 segundos.
A galáxia NGC 5717 foi descoberta em 26 de Abril de 1830 por John Herschel.